# Mount Broome
Mount Broome är ett berg i Antarktis. Det ligger i Västantarktis. Argentina, Chile och Storbritannien gör anspråk på området. Toppen på Mount Broome är 1 052 meter över havet, eller 53 meter över den omgivande terrängen. Bredden vid basen är 6,2 km.
Terrängen runt Mount Broome är huvudsakligen kuperad, men norrut är den bergig. Trakten är obefolkad. Det finns inga samhällen i närheten.